# Desafio de Rugby das Américas de 2019
O Desafio de Rugby das Américas de 2019 (em inglês: 2019 Americas Rugby Challenge - ARCH), inicialmente nomeado como Campeonato de Rugby das Américas de 2019 - Divisão B (em inglês: 2019 Americas Rugby Championship Division B), foi a segunda edição deste torneio, cuja realização esteve a cargo da World Rugby.
Esta competição é definida como sendo o segundo escalão de sua contraparte principal deste esporte, para o continente americano. Sua realização se deu entre os dias 25 e 31 de agosto de 2019. Tal como ocorreu na edição anterior, sua sede foi a cidade colombiana de Medellín, cujo local das partidas foi o Estádio Cincuentenário.
A Colômbia acabou sagrando-se bicampeã desta competição, título este conquistado uma vez mais de maneira invicta.

## Regulamento e participantes
A segunda edição do Americas Rugby Challenge foi disputada entre quatro nações no formato de round robin, sendo este conhecido popularmente como "todos contra todos".
Colômbia, Paraguai e México já eram oficialmente participantes deste evento, no qual o selecionado das Ilhas Cayman acabou adentrando como quarto integrante.
Contudo, os resultados obtidos pelos selecionados de Venezuela e Peru (integrantes da Divisão B sul-americana), além das Ilhas Cayman (na Rugby Americas North) poderão fazer com que novos planos sejam estudados para as futuras edições do Desafio de Rugby das Américas, incluindo a possibilidade de ascenso e descenso entre esta e a categoria maior desta competição, sendo ela o Campeonato de Rugby das Américas.
A partir desta edição, se farão presentes nesta competição dois representantes da América do Sul e dois selecionados provenientes da América do Norte. Neste caso, a qualificatória será o Rugby Americas North.

## Jogos do Desafio de Rugby das Américas de 2019
Segue-se, abaixo, os confrontos deste campeonato.

### 1ª rodada
| 25 de agosto de 2019 |             |        |                                  |
| Paraguai             | 27-35       | México | Estádio Cincuentenário, Medellín |
|                      | Reporte ARN |        | Estádio Cincuentenário, Medellín |

| 25 de agosto de 2019 |             |              |                                  |
| Colômbia             | 83-6        | Ilhas Cayman | Estádio Cincuentenário, Medellín |
|                      | Reporte ARN |              | Estádio Cincuentenário, Medellín |

### 2ª rodada
| 28 de agosto de 2019 |             |              |                                  |
| Paraguai             | 57-7        | Ilhas Cayman | Estádio Cincuentenário, Medellín |
|                      | Reporte ARN |              | Estádio Cincuentenário, Medellín |

| 28 de agosto de 2019 |             |        |                                  |
| Colômbia             | 51-24       | México | Estádio Cincuentenário, Medellín |
|                      | Reporte ARN |        | Estádio Cincuentenário, Medellín |

### 3ª rodada
| 31 de agosto de 2019 |             |              |                                  |
| México               | 105-7       | Ilhas Cayman | Estádio Cincuentenário, Medellín |
|                      | Reporte ARN |              | Estádio Cincuentenário, Medellín |

| 31 de agosto de 2019 |             |          |                                  |
| Colômbia             | 54-15       | Paraguai | Estádio Cincuentenário, Medellín |
|                      | Reporte ARN |          | Estádio Cincuentenário, Medellín |

### Classificação final
Segue-se, abaixo, a classificação desta competição.
| Col. | País         | Partidas | Partidas | Partidas | Partidas | Pontos  | Pontos | Pontos | Tries | Pontos bônus | Pontos bônus | Pontos Totais |
| Col. | País         | Jogos    | Vit.     | Emp.     | Der.     | A favor | Contra | Diff   | Tries | 4 tries      | D7           | Pontos Totais |
| ---- | ------------ | -------- | -------- | -------- | -------- | ------- | ------ | ------ | ----- | ------------ | ------------ | ------------- |
| 1    | Colômbia     | 3        | 3        | 0        | 0        | 188     | 46     | +142   | 29    | 3            | 0            | 15            |
| 2    | México       | 3        | 2        | 0        | 1        | 164     | 85     | +79    | 22    | 3            | 0            | 11            |
| 3    | Paraguai     | 3        | 1        | 0        | 2        | 99      | 96     | +3     | 13    | 1            | 0            | 5             |
| 4    | Ilhas Cayman | 3        | 0        | 0        | 3        | 20      | 245    | -225   | 3     | 0            | 0            | 0             |

- Critérios de pontuação: vitória = 4, empate = 2, quatro ou mais tries na mesma partida (bonificação) = 1, derrota por menos de sete pontos (bonificação) = 1.

## Partida de exibição
Pela primeira vez, duas seleções de femininas do rugby XV sul-americano se enfrentaram oficialmente. Brasil e Colômbia realizaram um teste match, oficialmente válido para a World Rugby, em uma partida que antecedeu o início do Desafio de Rugby das Américas de 2019. As colombianas venceram esta partida.
Este confronto serviu de preparação para ambas as seleções, visto que um ano mais tarde se enfrentarão novamente. Desta vez, a vencedora enfrentará o Quênia na busca por uma vaga na Copa do Mundo de Rugby Feminino de 2022, que será sediada na Nova Zelândia.
| 25 de agosto de 2019 |             |        |                                  |
| Colômbia             | 28-7        | Brasil | Estádio Cincuentenário, Medellín |
|                      | Reporte ARN |        | Estádio Cincuentenário, Medellín |